# Anders Gustavsson (skådespelare)
Anders Gustavsson, född 30 november 1972, är en svensk skådespelare. Han är främst känd för sin medverkan i flera Johan Falk-filmer.

## Teater

### Roller (ej komplett)
| År   | Roll                 | Produktion              | Regi             | Teater                  |
| ---- | -------------------- | ----------------------- | ---------------- | ----------------------- |
| 2016 | Bengt Högberg, polis | Kuta och kör Ray Cooney | Niclas Angerborn | Sagateatern i Linköping |